# Лоху (остановочный пункт)
Ло́ху (эст. Lohu raudteepeatus) — остановочный пункт в деревне Мяливере на линии Таллин — Рапла — Вильянди/Пярну. Остановка названа в честь деревни Лоху, расположенной неподалёку. Находится на расстоянии 39 км от Балтийского вокзала.
На остановке расположен один низкий перрон. На остановке останавливаются все (за исключением скорых) пассажирские поезда юго-западного направления. С Балтийского вокзала на остановку Лоху поезд идёт 48 минут.